# Sebevražedný bombový útok v Lakki Marwatu (2010)
Sebevražedný bombový útok v Lakki Marwatu je všeobecné označení teroristického útoku, který byl spáchán dne 1. ledna 2010 ve vesnici Shah Hasan Khel, v pákistánské Chajbar Paštúnchwá. Útok, při němž zemřelo nejméně 95 lidí a dalších ~100 lehce či těžce zraněno, byl proveden pomocí nákladního vozu plně naloženého trhavinou, s nímž útočník vjel na lidmi zcela zaplněné volejbalové hřiště. Řada raněných však v následujících dnech podlehla v nemocnici svým zraněním a celkový součet obětí se tak vyšplhal na konečných 105. V současnosti (2010) se jedná o druhý nejkrvavější bombový útok v Pákistánu od října 2009, kdy došlo k Péšávarskému bombovému útoku.

## Útok
Předpokládá se, že byl útok zamýšlen jako pomsta místnímu civilnímu obyvatelstvu z toho důvodu, že v poslední době zformovalo provládní milice určené k obraně proti útočníkům z hnutí Tálibán. V týdnech předcházejících útoku totiž Taliban vyhrožoval smrtí všem osobám, které se hodlaly přidat k místním provládním milicím. Útočník vjel se svým pickupem Mitsubishi Pajero doprosřed volejbalového hřiště, kde právě začal zápas mezi místními mužskými týmy a odpálil všechny nálože umístěné ve voze. Na místě činu se v osudnou dobu nacházelo přibližně 400 lidí, přičemž těla všech volejbalových hráčů byla výbuchem vymrštěna všemi směry do vzduchu. Dle odhadů bylo k útoku použito přibližně 270 kg plastické trhaviny, při útoku zahynulo mimo jiné i 6 dětí a 5 členů místních milicí. Svědkové útoku později vypověděli, že nejprve spatřili silné bílé světlo a následně poté doslova vyšlehl chomáč plamenů k nebi; dle výpovědí byly otřesy výbuchu citelné až do vzdálenosti 18 km.
V době výbuchu se v nedaleké mešitě konalo jednání „mírového výboru“. Střecha mešity se v důsledku otřesu mírně propadla, žádná z osob nacházejících se uvnitř však nebyla vážněji zraněna. Explozí bylo navíc těžce poškozeno dvacet domů nacházejících se kolem místa výbuchu a v jejich troskách zůstalo uvězněno mnoho lidí. V nastalé večerní tmě byla k hledání zasypaných obětí z nouze používána čelní světla všech dostupných automobilů.
V dni následujícím po útoku se k odpovědnosti nepřihlásila žádná extremistická ani jiná skupina. Dle analytiků zabývajících se terorismem, je však taková časová prodleva v případě útoků s mnoha oběťmi běžná. Bývalý pákistánský bezpečnostní analytik Talat Masood konstatoval, že se nejspíše jednalo o odvetný útok teroristického hnutí Taliban slovy: „Tento čin jasně ukazuje na extremisty ze Severního Vaziristánu a Talibanu, které značně rozzuřil úspěch pákistánské armády v oblasti Lakki Marwatu v boji s Talibanem.“

## Reakce na útok
- Pákistán: Pákistánský prezident Asif Alí Zardárí spolu s ministerským předsedou Jusafem Razou Gilláním útok razantně odsoudili.“[15] Altaf Hussain z pákistánského Hnutí Muttahida Quami útok rovněž odsoudil a konstatoval navíc, že se jednalo o pokus zhoršit již tak špatnou bezpečnostní situaci v Pákistánu.[16] Autonomní vláda Chajbar Paštúnchwá přislíbila pozůstalým obětí útoku finanční pomoc ve výši 300 000 pákistánských rupií (2500 €) a zraněným osobám kompenzaci ve výši 100 000 rupií (830 €).[17]
- USA: Americká ministryně zahraničí Hillary Clintonová vydala prohlášení následujícího znění: „Spojené státy silně odsuzují dnešní teroristický útok na civilní osoby v Pákistánu a vyjadřují tímto upřímnou soustrast všem pozůstalým rodinám i celému pákistánskému lidu. Pákistánští lidé již zažili zbabělé útoky na školy, obchody, mešity a nyní se k nim přidal útok na volejbalové hřiště. Spojené státy budou i nadále pomáhat pákistánskému lidu v jeho snaze osvobodit svou zemi od atmosféry strachu a zastrašování a budou pomáhat v jeho boji proti násilnému extremismu.“[18]
- Evropská unie: Vysoká komisařka pro zahraniční a bezpečnostní politiku Evropské unie, Catherine Ashtonová, odsoudila tento útok ve svém oficiálním prohlášení: „Jsem naprosto šokována zprávami o bombovém útoku, který se udál během sportovní akce v Lakki Marwatu, který usmrtil a zranil množství nevinných civilistů. EU tímto vyjadřuje svou podporu pákistánské vládě a pákistánskému lidu.“[19]
- Rusko: Ruský prezident Dmitrij Medveděv vyjádřil svou soustrast prohlášením: „Byl jsem šokován, když jsem se dozvěděl o novém kriminálním činu, kterého se extremisté dopustili – krvavý teroristický čin spáchaný během volejbalového zápasu v Lakki Marwatu. Pákistán se může v boji proti tomuto zlu spolehnout na pomoc Ruska a celého mezinárodního společenství. Nemáme žádných pochyb, že budou všichni organizátoři tohoto nehumánního zločinu dopadeni a po zásluze potrestáni.“[20]
- Spojené království: britské ministerstvo zahraničí událost označilo jako „strašný útok, který vedl ke zmaření mnoha lidských životů.“[21]
- Mexiko: mexické ministerstvo zahraničí „útok silně odsoudilo a vyjádřilo solidaritu s představiteli Pákistánu“.[22]
- Kanada: Kanadský ministr zahraničí Lawrence Cannon k události uvedl: „Kanada razantně odsuzuje tento zbabělý útok na pákistánský lid. Vyjadřujeme nejhlubší sympatie rodinám a přátelům obětí, a raněným přejeme brzké uzdravení.“[23]